# سد ساندیلی
سد ساندیلی (به لاتین: Sandile Dam) یک سد در آفریقای جنوبی است که در Keiskammahoek, Eastern Cape واقع شده‌است.